# Progomphus brachycnemis
Progomphus brachycnemis är en trollsländeart som beskrevs av James George Needham 1944. Progomphus brachycnemis ingår i släktet Progomphus och familjen flodtrollsländor. IUCN kategoriserar arten globalt som livskraftig. Inga underarter finns listade i Catalogue of Life.